# فاليريان ستان
فاليريان ستان هو صحفي وناشط حقوق الإنسان روماني، ولد في 1955.